# 路易斯·維凡
路易斯·維凡（Louis Vivin）是一位法國畫家。

## 生平
路易斯·維凡是自學成才畫家，為素人藝術的代表人物。他從小對繪畫表現出極大的熱情，但是他最早擔任郵局職員直到1922年，只能在業餘時間追求藝術。德國藝術評論家威廉·伍德（Wilhelm Uhde、1874-1947）發現他的才華，幫助他開始參加展覽，建立聲譽成為藝術家。
路易斯·維凡在1923年退休後，成為全職藝術家。他出生在法國，之後移居巴黎。他於1889年與妻子在蒙帕納斯區生活。